# 史密松天体物理台
史密松天体物理台（英語：Smithsonian Astrophysical Observatory，缩写为）是隶属于史密森尼學會的研究機構，專注於天體物理學的研究，包括銀河系及河外天文學、宇宙學、太陽、地球和行星科學等，使用包括伽馬射線、無線電和引力波。史密松天體物理台於1890年成立於美國華盛頓，1955年遷往麻塞諸塞州劍橋，並與當地的哈佛大学天文台和哈佛大學天文學系合作研究。1973年，與哈佛大學天文台共同组成哈佛-史密松天体物理中心（CfA）。

## 历史
史密松天体物理台建立于1890年，由史密松研究所的第三任秘书长、美国航空先驱塞缪尔·兰利创办，最初总部位于美国首都华盛顿特區。1955年，史密松天体物理台总部迁往坎布里奇，开始了与哈佛大学天文台的长期合作关系。二者于1973年7月1日正式建立联合机构，即哈佛-史密松天体物理中心。哈佛-史密松天体物理中心主要从事天文学、天体物理学、地球科学、空间科学等方面的研究和教育工作。此外，史密松天体物理台还负责管理和运行钱德拉X射线天文台，并与亚利桑那大学共同管理位于亚利桑那州霍普金斯山上口径6.5米的多镜面望远镜（MMT）。